# Hôtel Chelsea
L’Hôtel Chelsea (Chelsea Hotel) est un hôtel situé dans le quartier de Chelsea, dans l'arrondissement de Manhattan à New York, au 222 West de la 23e rue, entre la 7e et la 8e Avenue.
Construit en 1883, l'hôtel est connu pour les artistes qui y séjournaient, parfois pendant plusieurs années.

## Histoire

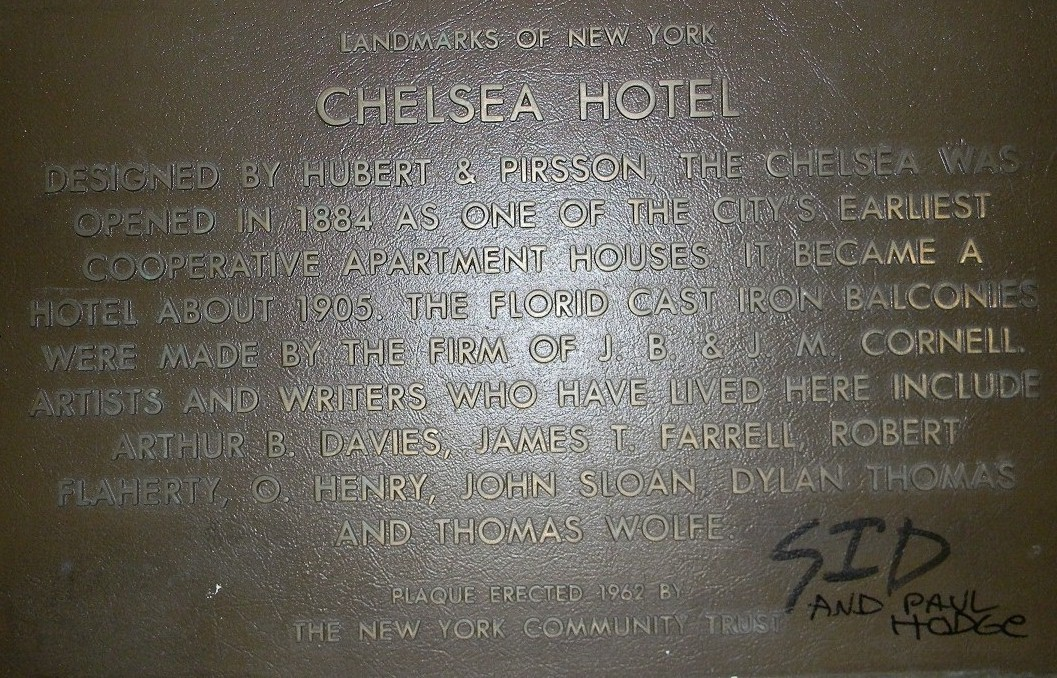
Chelsea Hotel Pancarte New York.

En 1883, le bâtiment de douze étages abritant le Chelsea Hotel est construit dans une rue située à l'époque dans le quartier des théâtres ; il est habité dès l'année suivante. C'est, à sa construction, l'immeuble le plus haut de New York. C'est une des premières coopératives d'habitation privée, mais des difficultés économiques et le déplacement des théâtres entraînent la faillite de la structure qui le gère.
En 1905, le bâtiment devient un hôtel qui héberge surtout des personnes pour des longs séjours. Il est, dès ses débuts, un important centre de la vie artistique new-yorkaise. Stanley Bard en devient, en 1955, le directeur, succédant à son père, à ce poste depuis 1939. L'hôtel est connu pour avoir hébergé gratuitement de nombreux artistes, parfois pendant plusieurs années. Miloš Forman y loge ainsi à titre gracieux durant les deux années qui suivent son arrivée aux États-Unis, avant de connaître le succès.
En pleine vague hippie, Jean-Claude Carrière décrit ainsi l'hôtel où il arrive en 1968 pour y rejoindre Milos Forman : « Milos m'a demandé de le rejoindre au déjà légendaire Chelsea Hotel, où il m'a réservé une chambre. [...] Bâtiment ancien, en mauvais état, aux chambres cependant spacieuses. Les dessus de lit sont râpés, avec une odeur de poussière qui n'appartient qu'à cet hôtel. [...] Le Chelsea Hotel dégage une odeur très particulière, que les amateurs reconnaissent vite, une odeur d'usé, de presque moisi, de marécage urbain, pas forcément désagréable. Une absence d'air, peut-être ce qu'on appelle des remugles. [...] À chaque étage, en face de l'ascenseur, une ouverture obscure dans le mur. À l'intérieur, on distingue tout un entrelacement de câbles électriques de couleur noire. En face de l'ouverture, sur le palier, un ventilateur tourne en permanence. Il est là pour rafraîchir les câbles, qui sans cela s'échaufferaient trop vite. À partir du printemps, quand on arrête le chauffage, on range aussi les ventilateurs. L'installation parait dater des années 1920, ou 1930. »
Ses résidents d'alors, particulièrement pittoresques, sont aussi évoqués par Jean-Claude Carrière : « Le Chelsea attirait, comme une grotte féerique, des personnages venus de tous les mondes. Une femme réalisatrice, dont le nom m'a échappé, vivait au dernier étage dans un petit appartement où des serpents tropicaux se tordaient lentement dans des vitrines. Elle élevait aussi des iguanes et des varans, reptiles antiques appelés à la rescousse de la nouveauté. Nous y avons connu de doux retraités et des hurleurs, des prophètes, des silencieux, des anonymes parlant une langue inconnue et même un gourou indien à la barbe grise. »
En 1977, l'Hôtel Chelsea est inscrit au Registre national des lieux historiques. Il est le premier à être inscrit par la ville de New York sur la liste des bâtiments à préserver pour leur intérêt historique et culturel.
Le 18 juin 2007, Stanley Bard, âgé de 74 ans, est démis de ses fonctions de gérant de l'hôtel. Sa famille, qui ne détient que 40 % des parts, est mise en minorité par les deux autres propriétaires, Marlene Krauss et David Elder, qui confient la gestion à la société BD Hôtels NY, L.L.C.
Le 4 août 2011, l'hôtel est temporairement fermé aux touristes et le personnel de nettoyage est licencié. L'intérieur du bâtiment est en état de délabrement et les résidents préfèrent payer leur loyer de leurs œuvres artistiques. Cela signe certainement la fin de la période mythique du Chelsea Hotel.
En mai 2011, l'hôtel est vendu au promoteur immobilier Joseph Chetrit pour 80 millions de dollars (USD). Le 1er août 2011, l'hôtel cesse de prendre des réservations pour les clients afin de commencer les rénovations, mais les résidents de longue date demeurent dans l'édifice, certains d'entre eux étant protégés par la règlementation de l'État sur les locations. Des locataires, alléguant que les travaux de rénovation présentent des risques pour la santé, déposent des plaintes qui sont examinées par la ville, qui n'y trouve aucune violation majeure,.
Dans les années 1930 un restaurant, El Quijote, ouvre au rez de chaussée de l'immeuble. En 2017 il est racheté par le nouveau propriétaire de l'hotel qui ferme l'établissement pour y effectuer des rénovations.
En février 2022, l'hôtel Chelsea et l'El Quijote fonctionnent de nouveau,.

## Les résidents du Chelsea

### Écrivains et intellectuels

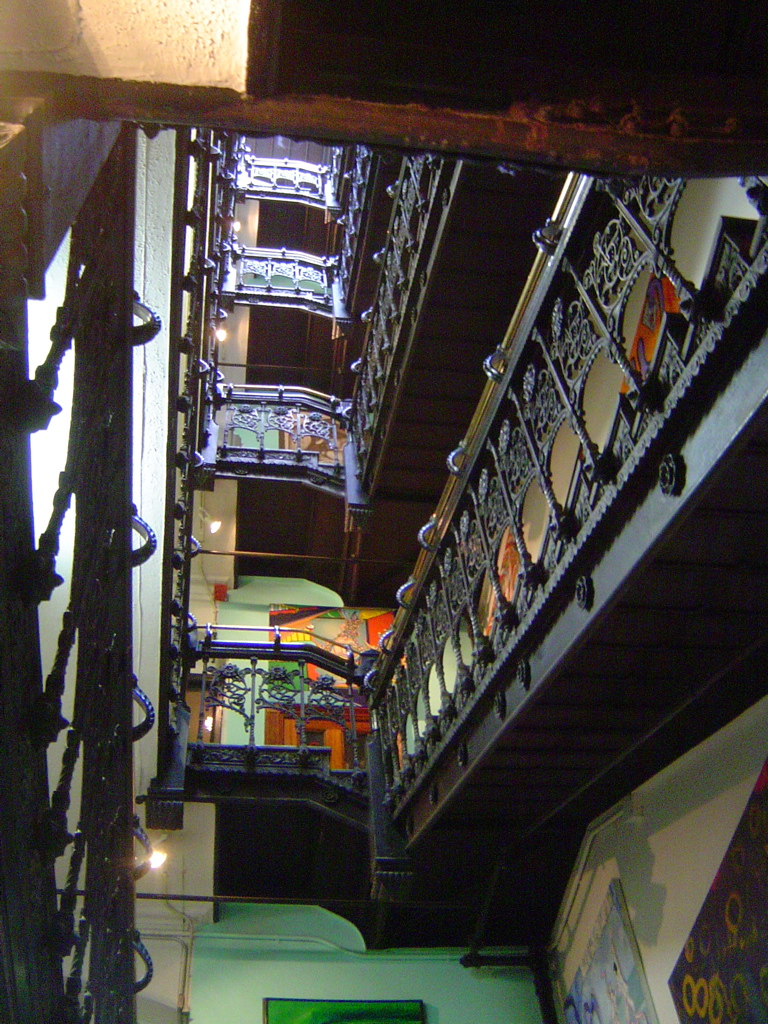
Escaliers de l'hôtel.

Mark Twain, Herbert Huncke, Jack Kerouac (qui y écrit Sur la route), O. Henry, Dylan Thomas, Arthur C. Clarke (qui y écrit 2001 : l'Odyssée de l'espace), Paul Bowles, William S. Burroughs, Gregory Corso, Leonard Cohen, Arthur Miller, Quentin Crisp, Gore Vidal, Tennessee Williams, Allen Ginsberg, Robert Hunter, Jack Gantos, Brendan Behan, Robert Oppenheimer, Simone de Beauvoir, Jean-Paul Sartre, Bill Landis, Thomas Wolfe, Charles Bukowski, Peggy Biderman, Valerie Solanas, Catherine Weinzaepflen, Rene Ricard et Claude Olievenstein.

### Acteurs et réalisateurs
Stanley Kubrick, Shirley Clarke, Mitch Hedberg, Miloš Forman, Lillie Langtry, Ethan Hawke, Dennis Hopper, Eddie Izzard, Kevin O'Connor, Uma Thurman, Elliott Gould, Jane Fonda, Rebecca Miller qui y a grandi, Gaby Hoffmann et sa mère Viva, muse d'Andy Warhol et Edie Sedgwick, Kris Kristofferson.

### Musiciens
The Libertines, Tom Waits, Patti Smith (qui y vécut avec Robert Mapplethorpe), Virgil Thomson, Dee Dee Ramone des Ramones, Henri Chopin, John Cale, Édith Piaf, Joni Mitchell, Bob Dylan (qui y écrit Sad Eyed Lady of the Lowlands), Janis Joplin, Jimi Hendrix, Sid Vicious, Richard Hell, Ryan Adams, Jobriath, Rufus Wainwright, Abdullah Ibrahim / Sathima Bea Benjamin, Leonard Cohen, Keren Ann, le groupe The Kills et Anthony Kiedis (des Red Hot Chili Peppers), les Pink Floyd, Joan Baez, Nico, entre autres.

### Plasticiens
Brett Whiteley, Larry Rivers et plusieurs de ses amis français membres du nouveau réalisme, comme Yves Klein qui y rédige en avril 1961 son Manifeste de l'hôtel Chelsea, Arman qui y séjourne régulièrement de 1961 à 1970, Martial Raysse qui y demeure un an en 1963, Jean Tinguely, Niki de Saint Phalle qui y conçoit l'idée de ses nanas en mars 1965, Christo, Daniel Spoerri ou Alain Jacquet qui laisse une version de son Déjeuner sur l'herbe de 1964 dans le lobby de l'hôtel avec d'autres œuvres de Larry Rivers ou Arman:, Richard Bernstein, Francesco Clemente, Philip Taaffe, Michele Zalopany, Ralph Gibson, Robert Mapplethorpe, Frida Kahlo, Diego Rivera, Robert Crumb, Jasper Johns, Claes Oldenburg, Vali Myers, Donald Baechler, Herbert Gentry, Willem De Kooning, John Dahlberg, Loïc Dorez ou Henri Cartier-Bresson. Harry Smith est mort à l'hôtel. Le peintre Alphaeus Philemon Cole y vécut 35 ans avant d'y mourir en 1988 à l'âge de 112 ans (il était à l'époque le doyen des États-Unis).
- San Damon, descendu sous le nom de Faust, y joue une série de parties d'échecs contre Bobby Fischer (faits toujours niés par Damon, qui y laissa pourtant une de ses œuvres photographiques).
- Elizabeth Peyton fait sa première exposition dans l'une des chambres de l'hôtel. Les visiteurs doivent demander la clé à la réception.
- Certains de ces plasticiens y laissent des œuvres comme Un Déjeuner sur l'herbe pointilliste d'Alain Jacquet, Dutch Masters de Larry Rivers, un buste d'Harry Truman par Rene Shapshak, ainsi que des œuvres de Daniel Spoerri[3].
- Nicola L, artiste française, s'installe au Chelsea de 1979 à 2015[17].

### Autres
- Charles James, l'un des premiers grands couturiers américain y vit de 1964 jusqu'à sa mort d'une pneumonie en 1978[18].
- Andy Warhol a dirigé le film The Chelsea Girls (1966)[14], en choisissant de nombreuses actrices parmi les pensionnaires de l'hôtel, dont les Warhol Superstar Edie Sedgwick, Viva, Larry Rivers, Isabelle Collin Dufresne (Ultra Violet), Mary Woronov, Holly Woodlawn, Andrea Feldman, Nico, Paul America et Brigid Berlin.
- Le metteur en scène Peter Brook[3]
- Ruth Harkness, explorateur et naturaliste
- Certains rescapés du Titanic y séjournent, l'hôtel étant situé près du dock où le paquebot devait accoster.
- Stormé DeLarverie, lesbienne butch dont l'échauffourée avec la police à Stonewall est à l'origine des marches des fiertés.

### Décès
- Dylan Thomas y meurt d'alcoolisme le 9 novembre 1953 (deux jours avant il déclare : « J'ai bu dix-huit whiskies de suite, je crois que c'est mon record »[3])
- Charles R. Jackson, auteur de The Lost Weekend, s'y suicide le 21 septembre 1968.
- Nancy Spungen, compagne de Sid Vicious, y est assassinée à coups de couteau le 12 octobre 1978 dans la baignoire de la chambre 100[14].

## Dans la culture populaire

### Cinéma
- The Chelsea Girls (1966) d'Andy Warhol, avec les Warhol superstar
- Portrait of Jason (1967) de Shirley Clarke
- 9 semaines 1/2 (1986) d'Adrian Lyne
- Sid & Nancy (1986) d'Alex Cox
- Léon (1994) de Luc Besson
- Party Monster: The Shockumentary (1996)
- Midnight In Chelsea (1997) dirigé par Mark Pellington, clip d'une chanson de Jon Bon Jovi
- Chelsea Walls (2001) d'Ethan Hawke
- Pie in the Sky the Brigid Berlin Story (2002) qui raconte les retrouvailles de Brigid Berlin et de Richard Bernstein à l'hôtel
- L'Interprète (2005) de Sydney Pollack
- Chelsea on the Rocks (2008) d'Abel Ferrara
- Dreaming Walls (2022) de Maya Duverdier et Joe Rohanne
- De nombreux épisodes de la série télévisée de PBS, An American Family y furent tournés en 1973.
- Il apparait aussi dans la série Vinyle (créé par Martin Scorsese et Mick Jagger)

### Musique
L'hôtel est cité dans de nombreuses chansons :
- Sara de Bob Dylan, sur l'album Desire qui évoque « Staying up for days in the Chelsea Hotel, writing "Sad Eyed Lady of the Lowlands" for you ».
- Chelsea Morning de Joni Mitchell sur l'album Clouds[19]. Chelsea Clinton, la fille de Bill et Hillary Clinton a été nommée d'après cette chanson qui tire elle-même son nom de l'hôtel.
- Troubled Notes from the Hotel Chelsea de Joe Myers et Casebeer
- Hotel Chelsea Nights de Ryan Adams sur l'album Love Is Hell pt. 2 and Love Is Hell
- City Rain, City Streets de Ryan Adams sur l'album Love Is Hell
- Sex with Sun-Ra (Part I - Saturnalia) de Coil
- Chelsea Hotel de Dan Bern
- Dear Abbey de Kinky Friedman
- White China de Fever Marlene (le groupe a écrit et enregistré son second album lors d'un séjour de quatre nuits dans la chambre 219)
- Chelsea Burns et Song to Alice de Keren Ann sur l'album Nolita
- Chelsea Girls, de Nico, sur l'album Chelsea Girl
- Midnight in Chelsea de Jon Bon Jovi
- Ghosts de Lisa Bastoni
- Hi-Fi Popcorn de The Revs
- The Chelsea Hotel Oral Sex Song de Jeffrey Lewis (qui fait référence à la chanson de Leonard Cohen Chelsea Hotel #2)
- Third Week in the Chelsea de Jefferson Airplane sur l'album Bark (le guitariste Jorma Kaukonen y évoque ses sentiments alors qu'il se prépare à quitter le groupe)
- We Will Fall des Stooges sur l'album The Stooges
- Edie (Ciao Baby) de The Cult sur l'album Sonic Temple
- Crow de Jim Carroll
- Like a Drug I Never Did Before de Joey Ramone des Ramones sur l'album Don't Worry About Me
- Godspeed de Anberlin
- Chelsea de Counting Crows, chanson cachée de Across a Wire: Live in New York City
- Twenty-third Street de Bill Morrissey
- Chelsea Avenue de Patti Scialfa, sur l'album 23rd Street Lullaby
- La plupart des chansons du deuxième album de Rufus Wainwright, Poses, furent écrites lors de son séjour à l'hôtel durant l'été 1999
- Chelsea Hotel #2 de Leonard Cohen, sur l'album New Skin for the Old Ceremony dans laquelle l'artiste parle de Janis Joplin, sa précédente amante. Lana Del Rey poste le 27 mars 2013 sur son compte YouTube une reprise de cette chanson[20]. Cette reprise témoigne de son attachement pour Janis Joplin et Leonard Cohen[21]; mais aussi pour les événements liés à l'hôtel, comme l'histoire d'amour tumultueuse entre Sid Vicious et Nancy Spungen, liaison déjà traitée par Del Rey dans sa chanson Never Let Me Go[22].
- The Tortured Poets Department de Taylor Swift sur l'album The Tortured Poets Department.

L'hôtel est probablement évoqué dans la chanson de Grateful Dead Stella Blue (1970) de Robert Hunter et Jerry Garcia. Hunter logeait dans l'hôtel quand il écrivit cette chanson qui dit : « I've stayed in every blue-light cheap hotel. ».
The Libertines ont enregistré la plupart des Babyshambles Sessions lors de leur séjour à l'Hotel Chelsea en 2003. Pete Doherty donna les enregistrements à un fan après avoir laissé un message pour que quelqu'un l'aide à mettre ses chansons gratuitement sur Internet.

### Littérature
- Falling Angel (Le Sabbat dans Central Park) de William Hjortsberg, traduction de Rosine Fitzgerald, Paris, Gallimard, Série noire no 1771, 1978
- SEX de Madonna et Steven Meisel, Warner Books, 1992
- Chelsea Hotel, Fifteen Years de Rita Barros, Camara Municipal de Lisboa, 1999
- Chelsea Horror Hotel : A Novel de Dee Dee Ramone, Thunder's Mouth Press, 2001
- Legends of the Chelsea Hotel, Ed Hamilton, Thunder's Mouth Press, 2007
- Hotel Chelsea Atmosphere, Linda Troeller, Blurb, 2007
- Netherland de Joseph O'Neill, Pantheon books, 2008
- Just Kids, Patti Smith, 2010
- Inside the Dream Palace: the Life and Times of New York's Legendary Chelsea Hotel, Sherill Tippins, 2013. Simon & Schuster.  (ISBN 978-0-7432-9561-1).
- Garder la tête hors de l'eau : Une enfance au Chelsea Hotel[24], Nicolaia Rips
- Dans le palais des rêves. La vie et l'époque du légendaire Chelsea Hotel de New York, Sherill Tippins, 2022. Les Presses du réel.  (ISBN 978-2-37896-028-5).

### Jeu de rôle
- Les Masques de Nyarlathotep, la campagne mythique du jeu de rôle L'Appel de Cthulhu, débute dans la chambre 410 de l'hôtel.